# Calea Moșilor

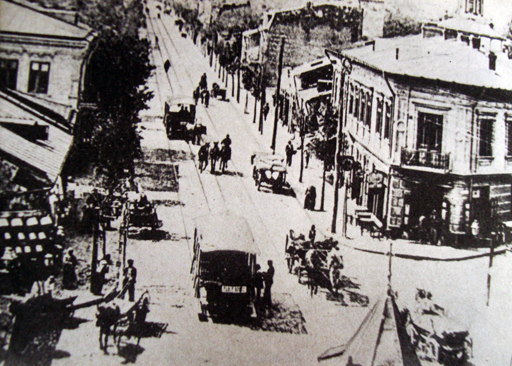
Calea Moșilor dans les années 1900

La Calea Moșilor est une des plus vieilles avenues de Bucarest.

## Situation et accès
Son début est à Strada Bărătiei (à côté de Piaţa Timpului ) et le fin à Piaţa Obor (intersection avec Şoseaua Colentina , Şoseaua Mihai Bravu et Şoseaua Ştefan cel Mare) avec une longueur de 2660 mètres.
Elle reliait à l'origine la Curtea Veche (la Vieille Cour Princière) à un centre d'affaires situé à l'extérieur de la ville (Târgului din Afară).

## Origine du nom
Calea Moşilor a été nommée ainsi en raison d'une route qui menait autrefois à une foire organisée à l'occasion de la fête populaire appelée Moşii de Vară.

## Historique
Elle a été la première voie pavée en pierres en 1825 (en opposition à la Calea Victoriei qui disposait d'un pavage en bois).